# Wijnbouw in Nieuw-Zeeland

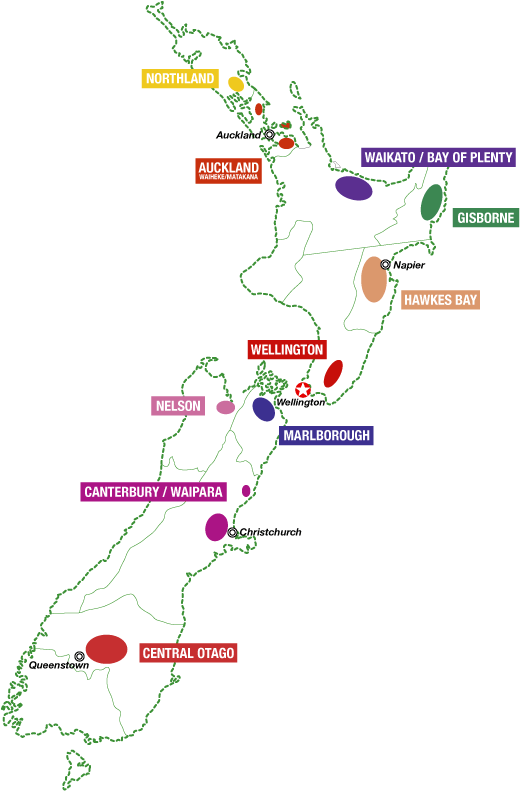
Kaart van wijnbouwgebieden in Nieuw-Zeeland

De wijnbouw in Nieuw-Zeeland vindt plaats in verschillende wijnregio's op beide eilanden. Pas in 1986 werd het land internationaal als wijnland ontdekt, hoewel er toen al ruim honderd jaar wijn werd gemaakt. De oorsprong van de wijnbouw in Nieuw-Zeeland ligt bij immigranten uit Europa. 

## Wijnhistorie
De geschiedenis van de wijnbouw in het land gaat terug naar 1819. In dat jaar plantte de missionaris Samuel Marsden de eerste wijnstokken bij de missiepost in Kerikeri. De eerste commerciële wijnbouw begon met de komst van de Brit James Busby in 1833. Hij was in de leer geweest bij Franse wijnboeren en had twee boeken over het onderwerp geschreven. De oudste nog bestaande wijnboer in het land is Mission Estate van de rooms-katholieke Maristbroeders. Zij begonnen met hun wijnactiviteiten in 1851 in Hawke's Bay.
Immigranten van Europa speelden een rol bij de ontwikkeling van de wijnbouw. Fransen, Duitsers, Spanjaarden, Libanezen en Kroaten kwamen in de tweede helft van de 19e eeuw naar het land en werden actief in de wijnbouw. Ze namen traditionele Europese druivenrassen mee zoals de Syrah, Cabernet sauvignon en Pinot noir voor rode wijn. De Nieuw-Zeelanders hadden, net als de Britten, een sterke voorkeur voor versterkte en zoete wijnen vergelijkbaar met sherry, port en madeira gemaakt van de Palomino, en witte wijnen van de Muskaatdruif en Riesling.
Na de Tweede Wereldoorlog kwam hierin verandering. Soldaten kwamen terug van overzee en nieuwe immigranten zorgden voor een verschuiving richting tafelwijnen. Wijnbouw was nog een bescheiden activiteit. Het areaal in 1960 was zo’n 400 hectare, maar steeg daarna snel tot meer dan 5.000 hectare in 1982. In diezelfde periode steeg de wijnproductie van 4 miljoen liter naar meer dan 50 miljoen en het aandeel van tafelwijn in de totale productie steeg van 12% naar 73%.
Aan het einde van de 20e eeuw verschoof het merendeel van de wijnproductie naar het Zuidereiland naar Marlborough waar vooral de Sauvignon blanc het heel goed doet.

## Huidige situatie
In het land was in 2015 ongeveer 35.000 hectare beplant met wijnstokken, dit is bijna driemaal meer dan in 2002. De Sauvignon blanc is het meest aangeplant en beslaat ongeveer twee derde van het totaal. De Pinot noir en Chardonnay volgen beide met een aandeel van iets minder dan 10%. De druivenoogst kwam in 2011 voor het eerst boven de 300.000 ton uit en heeft zich hierboven gehandhaafd.
Het belangrijkste wijnbouwgebied in Nieuw-Zeeland is Marlborough. De speciale ligging tussen twee bergruggen in en nabij een grote hoeveelheid water (Grote Oceaan), samen met de unieke bodemgesteldheid (kiezelhoudend), zorgt voor een microklimaat dat uitermate geschikt is voor het telen van wijndruiven. Wijnen uit Marlborough vallen op door hun speciale aromatische kwaliteiten gemaakt van de Sauvignon blanc druif.
Een ander belangrijk wijnbouwgebied ligt in Hawke's Bay rondom Napier op het Noordereiland.
Wijn is een belangrijk exportproduct geworden. In 2015 werd voor iets meer dan NZ$ 1,4 miljard geëxporteerd en was hiermee het zesde exportproduct naar waarde gemeten van het land. Zo’n 85% van de export bestaat uit wijn gemaakt van Sauvignon blanc en de veruit belangrijkste exportmarkten zijn de Verenigde Staten, Australië en het Verenigd Koninkrijk. In het gebroken boekjaar tot juli 2015 werd zo’n 200 miljoen liter geëxporteerd en iets meer dan 60 miljoen liter in eigen land geconsumeerd.
Ook de rode wijn heeft langzaam maar zeker vooruitgang geboekt. In het oosten van het Noordereiland wordt veel Merlot en ook Syrah verbouwd. Sommige van deze wijnen zijn van heel hoge kwaliteit. Maar het belangrijkste rode druivenras in Nieuw-Zeeland is de Pinot noir. Na een aarzelend begin is de teelt van dit ras heel belangrijk geworden vooral in het binnenland van het Zuidereiland en ook in het zuidelijk gedeelte van het Noordereiland rond Martinborough. 

## Statistieken
| Jaar | Areaal (in hectare) | Wijnproductie (in liters) | Binnenlandse consumptie (in liters) | Export (in liters) | Export (in NZ$) |
| ---- | ------------------- | ------------------------- | ----------------------------------- | ------------------ | --------------- |
| 1995 | 6.110               | 56,4                      |                                     |                    |                 |
| 2000 | 10.197              | 60,2                      |                                     |                    |                 |
| 2005 | 21.002              | 102,2                     |                                     |                    |                 |
| 2006 | 22.616              | 133,2                     | 50,0                                | 57,8               | 512             |
| 2007 | 25.355              | 147,6                     | 51,0                                | 76,0               | 698             |
| 2008 | 29.310              | 205,2                     | 46,5                                | 88,6               | 798             |
| 2009 | 31.964              | 205,2                     | 59,3                                | 112,6              | 992             |
| 2010 | 33.200              | 190,0                     | 56,7                                | 142,0              | 1041            |
| 2011 | 34.500              | 235,0                     | 66,3                                | 154,7              | 1094            |
| 2012 | 35.337              | 194,0                     | 64,6                                | 178,9              | 1177            |
| 2013 | 35.182              | 348,4                     | 51,7                                | 169,6              | 1210            |
| 2014 | 35.510              | 320,4                     | 49,9                                | 186,9              | 1328            |
| 2015 | 35.463              | 234,7                     | 61,9                                | 209,4              | 1424            |
| 2016 | 36.226              | 313,9                     | 56,2                                | 213,4              | 1570            |
| 2017 | 36.943              | 285,1                     | 52,1                                | 253,0              | 1663            |
| 2018 | 37.969              | 301,7                     | 52,7                                | 255,1              | 1705            |